# Långserum (naturreservat)
Långserum är ett naturreservat i Åtvidabergs kommun i Östergötlands län.
Området är naturskyddat sedan 2003 och är 47 hektar stort. Reservatet omfattar en höjd med en brant nordsluttning med stup ner mot sjön Yxningen. Reservatet består av barrskog med tallskog vid toppen.